# Mae Murray
Pour les articles homonymes, voir Murray.
Marie Adrienne Koenig, connue sous le nom de scène Mae Murray (née le 10 mai 1885 à New York, en New York et morte le 23 mars 1965  à Woodland Hills, un quartier de Los Angeles) est une danseuse et actrice américaine, qui fit l'essentiel de sa carrière à l'époque du cinéma muet,
Mae Murray est également connue sous les surnoms de « la fille aux lèvres piquées par une abeille » et « le gardénia de l'écran. »

## Biographie
Mae Murray commence la danse à Broadway en 1906 avec Vernon Castle. En 1908, elle rejoint la troupe des Ziegfeld Follies, où elle devient chef de rang en 1915. Elle est alors, comme beaucoup de jeunes femmes de l'époque, influencée par le style des Brinkley Girls de l'autrice Nell Brinkley. Elle devient progressivement une star, à la fois aux États-Unis et en Europe, se produisant avec les plus grands danseurs masculins de l'époque, tels Clifton Webb, Rudolph Valentino ou John Gilbert.
Elle fait sa première apparition au cinéma en 1916 dans To Have and to Hold. Dans le film The Primrose Ring (1917), elle apprécia tellement la petite Gretchen (Loretta Young, trois ans) qu'elle voulut l'adopter. Malgré le refus de sa mère, la jeune fille fut autorisée à vivre deux ans avec la star.
Elle devient rapidement l'une des valeurs sûres de la Metro-Goldwyn-Mayer, avec des films tels que Delicious Little Devil ou Big Little Person en 1919, où elle partage à nouveau la vedette avec Rudolph Valentino. Elle tourne quasi exclusivement avec son mari Robert Z. Leonard, sur des sujets parfois signés Edmund Goulding ou elle-même (Face Value, Modern Love, Danger, Go Slow), faisant des exceptions pour Léonce Perret et George Fitzmaurice. Au sommet de sa popularité, elle crée sa propre société de production avec le réalisateur John M. Stahl, et même si le succès critique n'est pas toujours au rendez-vous, les films sont rentables.
Son rôle le plus connu reste sans doute celui de Sally O'Hara dans La Veuve joyeuse d'Erich von Stroheim en 1925, avec John Gilbert. La star tourne encore une poignée de films, signés Christy Cabanne ou Dimitri Buchowetzki, malheureusement King Vidor ne lui offrit qu'une figuration dans Mirages, paraît-il inspiré par la vie de Murray.
Cependant, l'avènement du cinéma parlant lui sera fatal, comme à beaucoup, et sa carrière décline lentement. En 1931, le film parlant Bachelor Apartment de Lowell Sherman (ancien partenaire chez Robert Z. Leonard) est sévèrement reçu par la critique, mettant en péril la carrière des deux acteurs au sein du nouveau cinéma parlant. 

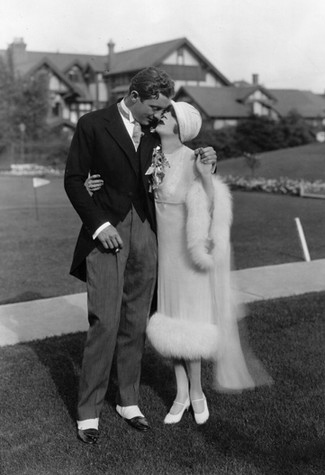
David Mdivani et Mae Murray en 1926.

Sa carrière ne fait que plonger lorsque son quatrième mari, le « Prince » David Mdivani (un noble géorgien dont le frère a épousé Pola Negri) devient son agent et la convainc de quitter la MGM. Elle ne tourne plus et finit sa vie dans la pauvreté, dans une maison de retraite pour gens du spectacle. Elle meurt en 1965, elle est enterrée au Valhalla Memorial Park Cemetery, à North Hollywood, en Californie.

## Filmographie

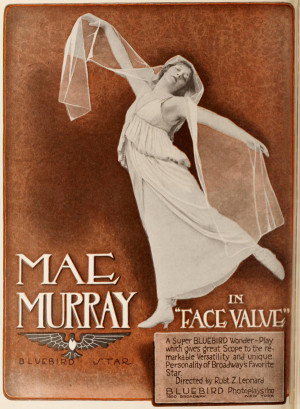
Mae Murray à l'affiche de Face Value (1918).

- 1916 : Le Favori du roi (en) de George Melford
- 1916 : Sweet Kitty Bellairs de James Young
- 1916 : The Dream Girl de Cecil B. DeMille
- 1916 : La Bonté guérit (en) (The Big Sister) de John B. O'Brien
- 1916 : Anice, fille de ferme (The Plow Girl) de Robert Z. Leonard
- 1917 : Une flétrissure (On Record) de Robert Z. Leonard
- 1917 : A Mormon Maid (en) de Robert Z. Leonard
- 1917 : The Primrose Ring de Robert Z. Leonard
- 1917 : At First Sight (en) de Robert Z. Leonard
- 1917 : Princess Virtue de Robert Z. Leonard
- 1917 : Face Value (en) de Robert Z. Leonard
- 1918 : Calvaire d'amour (The Bride's Awakening) de Robert Z. Leonard
- 1918 : Fleur des ruelles (en) (Her Body in Bond) de Robert Z. Leonard
- 1918 : Amour moderne (Modern Love) de Robert Z. Leonard
- 1918 : The Taming of Kaiser Bull (court métrage)
- 1918 : Le Mignard (Danger, Go Slow) de Robert Z. Leonard
- 1919 : L'Avidité (en) (The Twin Pawns) de Léonce Perret
- 1919 : Un délicieux petit diable (The Delicious Little Devil) de Robert Z. Leonard
- 1919 : The Big Little Person de Robert Z. Leonard
- 1919 : L'ABC de l'amour (en) (The ABC of Love) de Léonce Perret
- 1920 : L'Homme qui assassina (en) (The Right to Love) de George Fitzmaurice
- 1920 : Idols of Clay (en) de George Fitzmaurice
- 1921 : Liliane (The Gilded Lily) de Robert Z. Leonard
- 1922 : Au Paon (Peacock Alley) de Robert Z. Leonard
- 1922 : Fascination de Robert Z. Leonard
- 1922 : La Rose de Broadway (Broadway Rose) de Robert Z. Leonard
- 1923 : La Folie du jazz (Jazzmania) de Robert Z. Leonard
- 1923 : The French Doll de Robert Z. Leonard
- 1923 : Fashion Row de Robert Z. Leonard
- 1924 : Circé (Circe, the Enchantress de Robert Z. Leonard
- 1925 : La Veuve joyeuse d'Erich von Stroheim
- 1925 : La Rose du ruisseau (en) (The Masked Bride) de Christy Cabanne
- 1926 : The Love Song (en) de Dimitri Buchowetzki
- 1927 : Altars of Desire de Christy Cabanne coécrit par Albert Lewin
- 1928 : Mirages (Show People) de King Vidor : caméo
- 1930 : Le Quartier des amoureux (Peacock Alley) de Marcel De Sano
- 1931 : Bachelor Apartment de Lowell Sherman
- 1931 : High Stakes de Lowell Sherman